# Tranvía de Tenerife

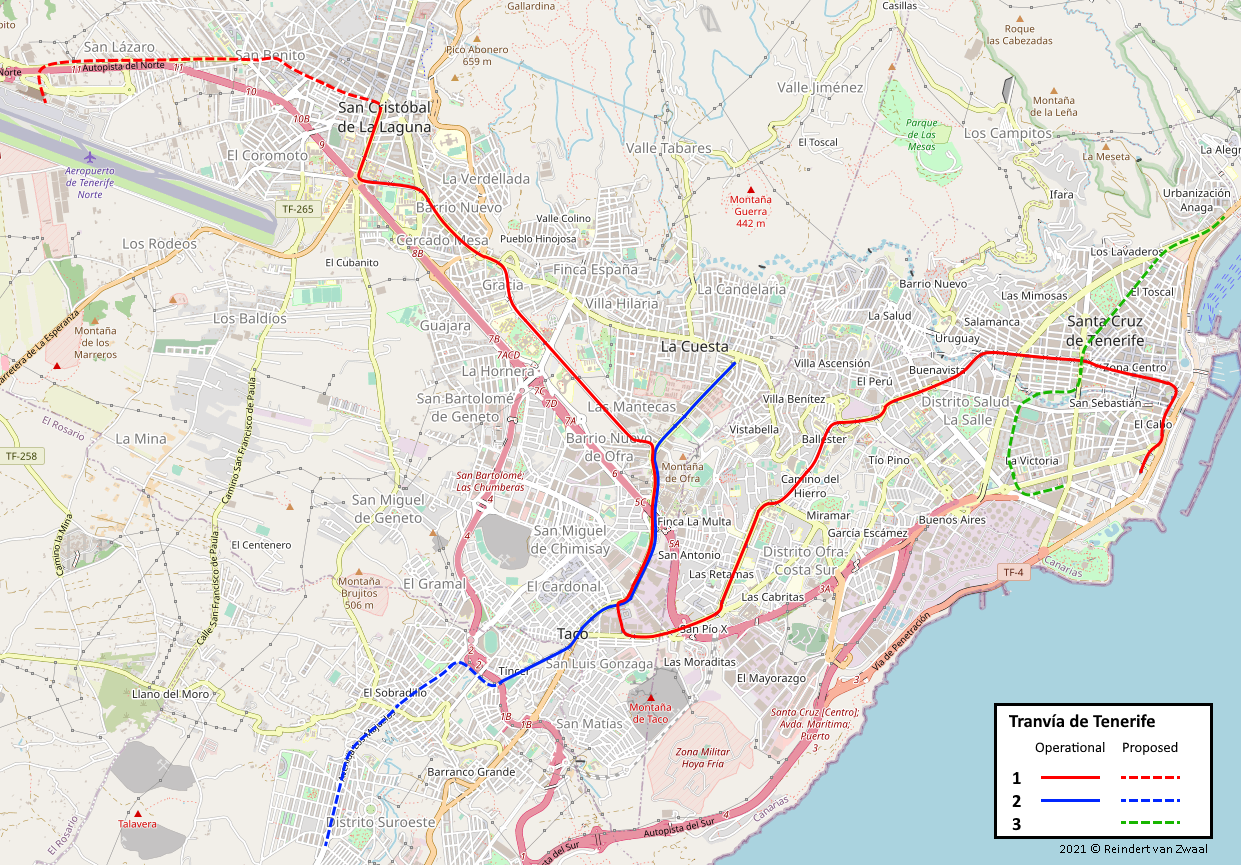
Mapa de proyectos de Tranvía de Tenerife

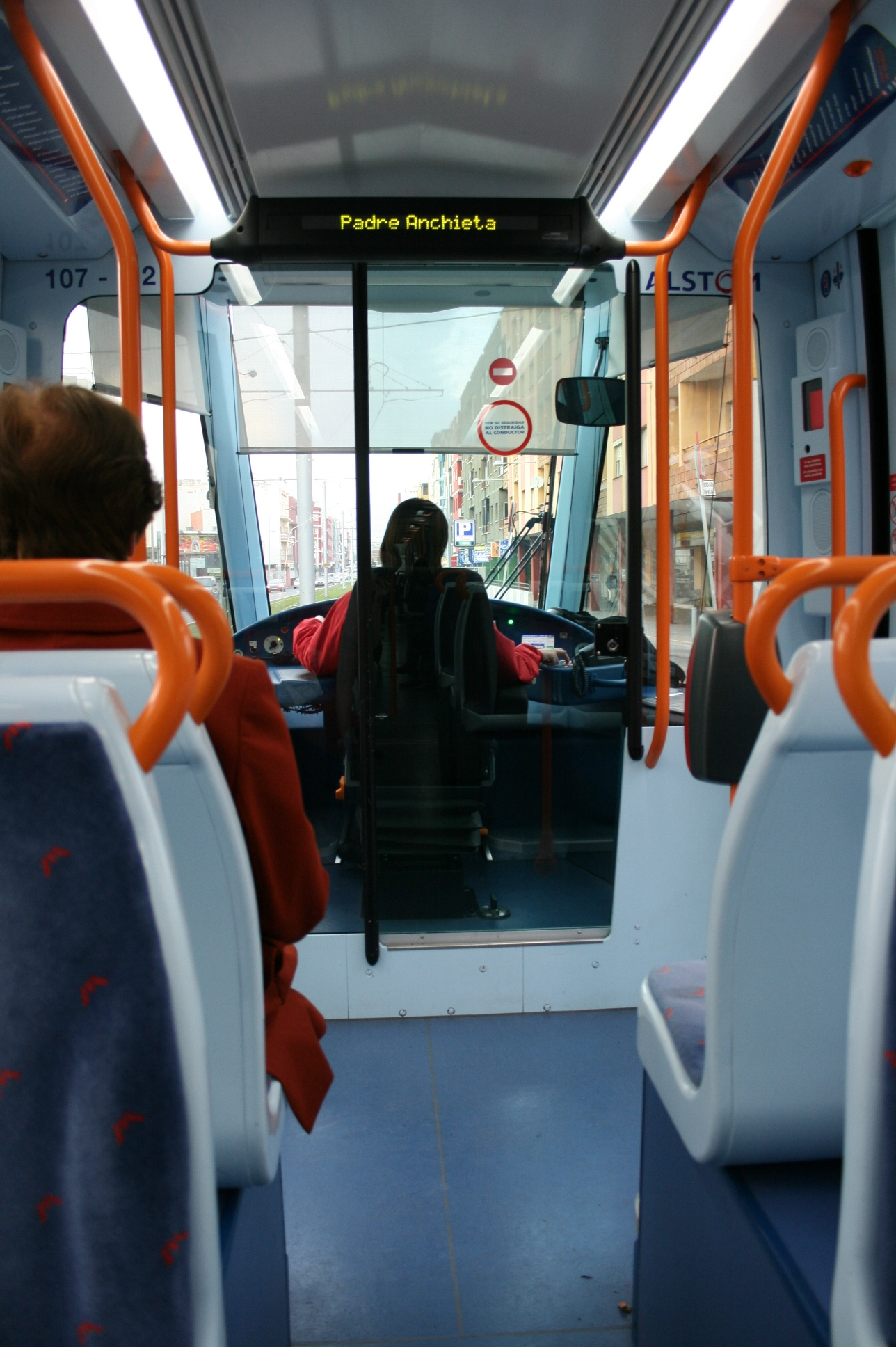
Interior del tranvía nº 7 en La Trinidad, línea 1.

El Tranvía de Tenerife (Tenerife, Canarias, España) es una red ferroviaria urbana, que transcurre por los municipios de Santa Cruz de Tenerife y San Cristóbal de La Laguna, se inauguró el 2 de junio de 2007, con una primera línea que une el Intercambiador de Transportes de Santa Cruz de Tenerife con la avenida de la Trinidad de La Laguna y más tarde, una  segunda línea, cuyo recorrido empieza en La Cuesta con destino Tíncer, enlazando con la línea 1 en las paradas Hospital Universitario y El Cardonal. Es explotada por Metropolitano de Tenerife, Sociedad Anónima (MTSA). Es el único transporte ferroviario existente en Canarias.

## Historia
En Tenerife ya existió un tranvía durante la primera mitad del siglo XX. Fue inaugurado el 7 de abril de 1901, con un trazado que comenzaba en la Plaza de España de Santa Cruz de Tenerife y finalizaba en Tacoronte. La primera parte, hasta La Laguna, fue diseñado por el ingeniero y militar segorbino Julio Cervera Baviera. El 27 de julio de 1904 la línea es ampliada hasta Tacoronte. 
En 1927 el Cabildo de Tenerife se hace con la compañía explotadora por los problemas económicos de la misma. Se emprendieron proyectos de modernización y mejora, como la renovación parcial de la vía, reformas en la central generadora, la compra de dos tranvías Siemens y la reconstrucción de coches antiguos. No obstante, los trabajos no fueron tan completos como hubiera sido necesario, por lo que el tranvía ofrecía una imagen anticuada frente a los nuevos modos de transporte.
Antes de la Guerra Civil se plantearon las primeras propuestas para la sustitución de los tranvías por trolebuses (moda en los 50), los cuales llegaron hasta mayo de 1956 cuando el Banco de Crédito Local niega un préstamo de 17.306.852,29 pesetas (104.016,27 euros) para instalar los trolebuses.
El tranvía siguió funcionando hasta el 14 de noviembre de 1956, cuando, luego de un accidente generado por el deterioro del sistema debido a la sobreexplotación posterior a la Guerra Civil, se decide suspender el servicio a partir del día siguiente de manera supuestamente provisoria, mientras se revisaba el material y la vía, pero nunca fue restablecido y se hizo permanente a partir de 1957 cuando se desmanteló la infraestructura y de manera oficial en 1959 cuando se aprobó la sustitución del tranvía por autobuses.
A finales del siglo XX se plantea, por parte del Cabildo, la construcción de un nuevo tranvía que una los dos centros urbanos de la zona metropolitana Santa Cruz-La Laguna.
Las obras se iniciaron en 2004 y ya a finales de diciembre de 2005 se realizaron las primeras pruebas en un tramo de 600 metros entre las cocheras (en Taco) y el Hospital Universitario de Canarias (en La Cuesta). La empresa encargada de la fabricación de los vehículos (Alstom) hizo paulatinamente entrega de las 20 unidades de los tranvías, siendo la última traída en agosto de 2006. Las obras terminaron oficialmente el 2 de junio de 2007 con la entrada en funcionamiento de la línea 1. Durante el día de inauguración, así como el fin de semana siguiente, se realizó un servicio de tranvía gratuito, así como diferentes jornadas de puertas abiertas y se habilitaron carpas en distintas paradas para degustar productos típicos de Canarias.
En enero de 2011 la parada de Padre Anchieta fue trasladada desde su ubicación inicial, en la avenida Trinidad, a su emplazamiento actual junto al Intercambiador de Transportes de La Laguna, con un coste de 900.000 euros.
En 2009 se puso en servicio la Línea 2 entre Tincer y La Cuesta, con cuatro nuevas paradas y dos en común con la línea 1. Esto elevó la cobertura al 66% de la población del área metropolitana gracias a sus 25 paradas y 15 kilómetros de trazado.
Se propone poner una línea 3 entre Santa Cruz y muelle norte.

## Proyectos

### Ampliación de la línea 1 hasta el aeropuerto de Los Rodeos
Se trata de la ampliación de 3.1 km de la línea 1 desde la Avenida de Trinidad hasta el aeropuerto de Los Rodeos, con el objetivo de dar servicio al barrio de San Lázaro de San Cristóbal de La Laguna. La ampliación tendría cuatro nuevas paradas en este municipio, sirviendo a una población de 9443 habitantes. En junio de 2021 se estaba realizando el estudio de las diferentes alternativas.

### Ampliación de la línea 2 hasta el barrio de La Gallega
Se trata de una prolongación de 2.5 km de la línea 2 entre Tíncer y el barrio de La Gallega pasando por Barranco Grande, discurriendo únicamente dentro de Santa Cruz de Tenerife. Tendría cuatro paradas, Muñeco de Nieve, El Sobradillo, Barranco Grande y la Gallega, sirviendo a una población de 13849 habitantes. En junio de 2021 se estaba llevando a cabo el concurso público para la contratación de la redacción del proyecto constructivo.

### Nueva línea 3
Se trata de la creación de una nueva línea tranviaria entre el Recinto Ferial y el Muelle Norte de Santa Cruz de Tenerife para dar servicio a los barrios de La Salle, San Sebastián, Duggi, Zona Centro, Los Hoteles, Toscal y la Urbanización Anaga. Se prevé que tenga seis paradas y una longitud de unos 3 km, sirviendo a 25317 habitantes. En junio de 2021 se estaba realizando el estudio de las diferentes alternativas.

### Otros proyectos
Por otra parte, MetroTenerife está llevando adelante el proyecto de construcción de dos líneas ferroviarias en la isla:
Tren del Sur (Santa Cruz de Tenerife-Fonsalía) y Tren del Norte (Santa Cruz de Tenerife-Los Realejos).

## Material móvil
El material móvil lo componen los tranvías modelo Citadis de Alstom (el mismo que utiliza el Metro Ligero de Madrid, el Tranvía de Parla y las líneas Trambaix y Trambesòs de Barcelona), entre cuyas características se puede destacar su piso bajo 100%, una velocidad máxima de 70 km/h y la alimentación por catenaria aérea a 750 V a corriente continua. Circulan por la derecha en composiciones de cinco módulos, siendo en los carnavales de 2010 la primera vez que se utilizó el sistema de doble tranvía en la línea 1 para satisfacer la demanda de viajeros.
Su diseño exterior está inspirado en el lenguaje naval con un fuerte poso cultural de la cultura Guanche. La “cara” del tren evoca la cara de un guerrero. 
Este diseño exterior fue creado por Integral Design and Development, liderado por Fernando Tellechea, en el año 2005.
La llamativa librea es (aplicación gráfica exterior) es responsabilidad de estudio de diseño gráfico Morillas Brand Design.

## Trazado
Actualmente están en funcionamiento dos líneas y una tercera en proyecto.

### Línea 1
La línea 1 (Intercambiador - Trinidad) consta de 21 paradas a lo largo de un trazado de 12,5 km y da cobertura a unas 46.000 personas al día en el área metropolitana. Cada unidad de los 20 tranvías está capacitada para trasladar a 200 pasajeros (60 sentados) a una velocidad máxima de 70 km/h (aunque, por seguridad, solo alcanza los 50 km/h en tramos rectos o con ligeras curvas. Su recorrido completo es el siguiente: Intercambiador, Fundación, Teatro Guimerá, Weyler, La Paz, Puente Zurita, Cruz del Señor, Conservatorio, Chimisay, Príncipes de España, Hospital La Candelaria, Taco, El Cardonal, Hospital Universitario, Las Mantecas, Campus Guajara, Gracia, Museo de la Ciencia, Cruz de Piedra, Padre Anchieta y Trinidad.
| Parada                 | Imagen | Línea/s | Observaciones               |
| ---------------------- | ------ | ------- | --------------------------- |
| Intercambiador         |        |         | Parada cabecera             |
| Fundación              |        |         | ---                         |
| Teatro Guimerá         |        |         | ---                         |
| Weyler                 |        |         | ---                         |
| La Paz                 |        |         | ---                         |
| Puente Zurita          |        |         | ---                         |
| Cruz del Señor         |        |         | ---                         |
| Conservatorio          |        |         | ---                         |
| Chimisay               |        |         | ---                         |
| Príncipes de España    |        |         | ---                         |
| Hospital La Candelaria |        |         | ---                         |
| Taco                   |        |         | ---                         |
| El Cardonal            |        |         | Parada de transbordo        |
| Hospital Universitario |        |         | Parada de transbordo        |
| Las Mantecas           |        |         | ---                         |
| Campus Guajara         |        |         | ---                         |
| Gracia                 |        |         | ---                         |
| Museo de la Ciencia    |        |         | ---                         |
| Cruz de Piedra         |        |         | ---                         |
| Padre Anchieta         |        |         | Conexión con Intercambiador |
| Trinidad               |        |         | Parada cabecera             |

Metropolitano de Tenerife tiene previsto aumentar el recorrido de la línea haciendo una ampliación con cuatro paradas más, incluida una última en el aeropuerto de Tenerife Norte, con lo que al recorrido actual se le añadirían las paradas de San Antonio, San Lázaro, Park and ride y Los Rodeos-TFN. También tiene prevista una ampliación por los nuevos terrenos rehabilitados de la Refinería de Santa Cruz de Tenerife.

### Línea 2
Desde el 30 de mayo de 2009 también está en servicio la línea 2, que va de La Cuesta hasta Tíncer. Esta nueva línea tiene las siguientes paradas: La Cuesta, Ingenieros, Hospital Universitario, El Cardonal, San Jerónimo y Tíncer, con correspondencia con la línea 1 en Hospital Universitario y El Cardonal. 
| Parada                 | Imagen | Línea/s | Observaciones        |
| ---------------------- | ------ | ------- | -------------------- |
| La Cuesta              |        |         | Parada cabecera      |
| Ingenieros             |        |         | ---                  |
| Hospital Universitario |        |         | Parada de transbordo |
| El Cardonal            |        |         | Parada de transbordo |
| San Jerónimo           |        |         | ---                  |
| Tíncer                 |        |         | Parada cabecera      |

### Línea 3
Está proyectada una tercera línea que se prevé que discurra por la costa de la capital tinerfeña, negando así noticias difundidas de que iba a pasar por el centro de la ciudad de Santa Cruz.

## Pruebas

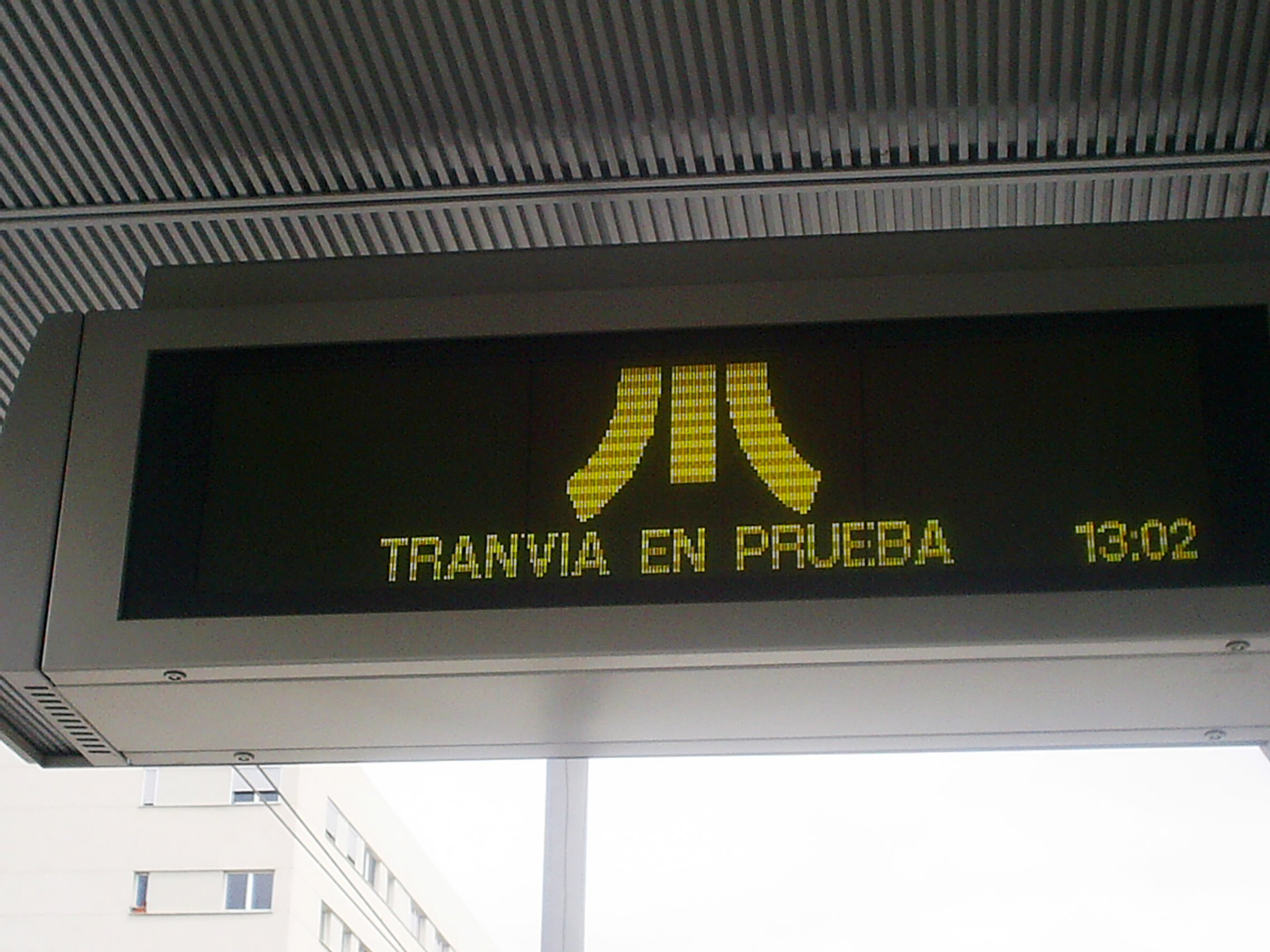
Letrero de la parada Príncipes de España durante la fase de pruebas.

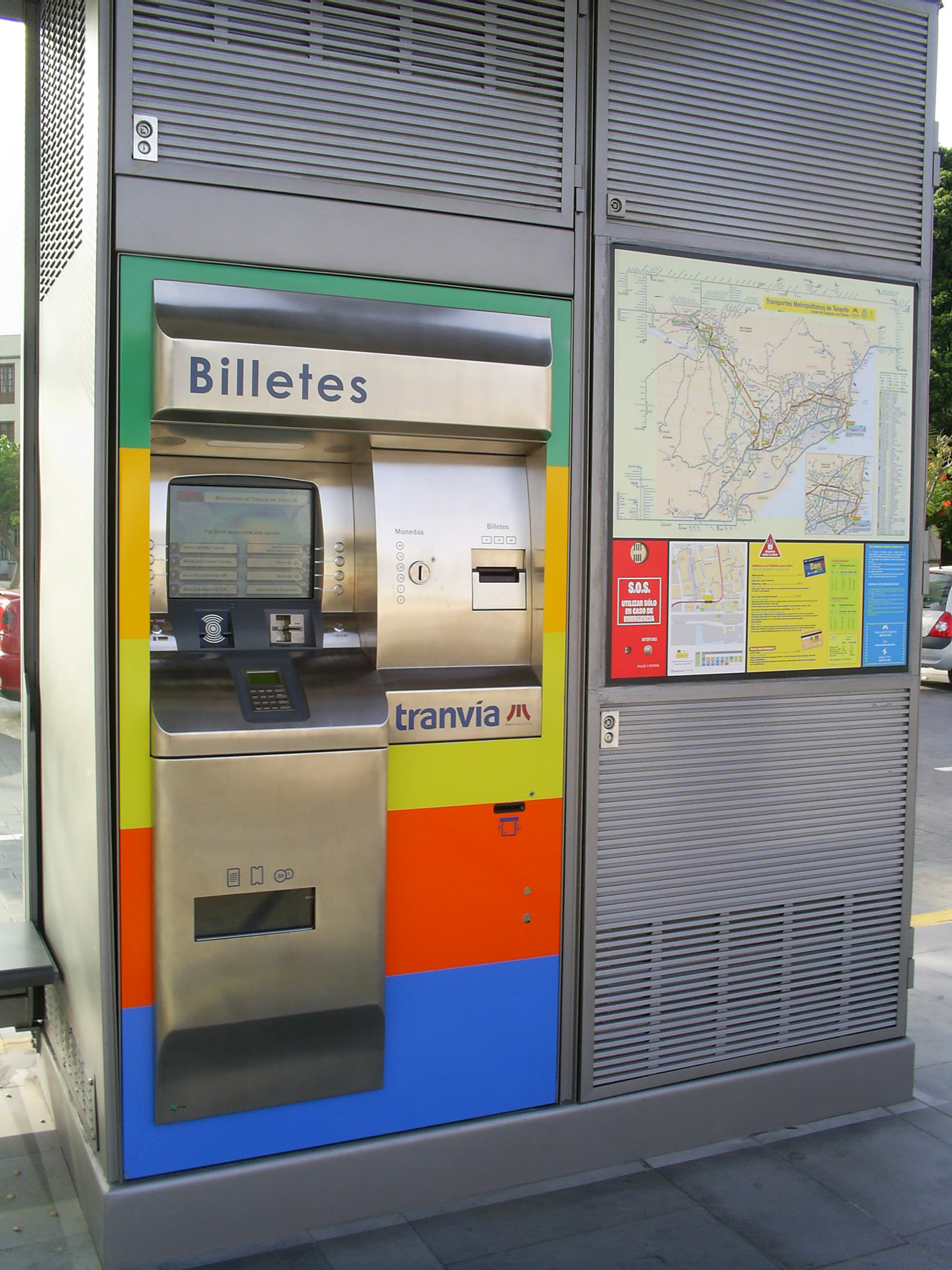
Máquina expendedora de billetes.

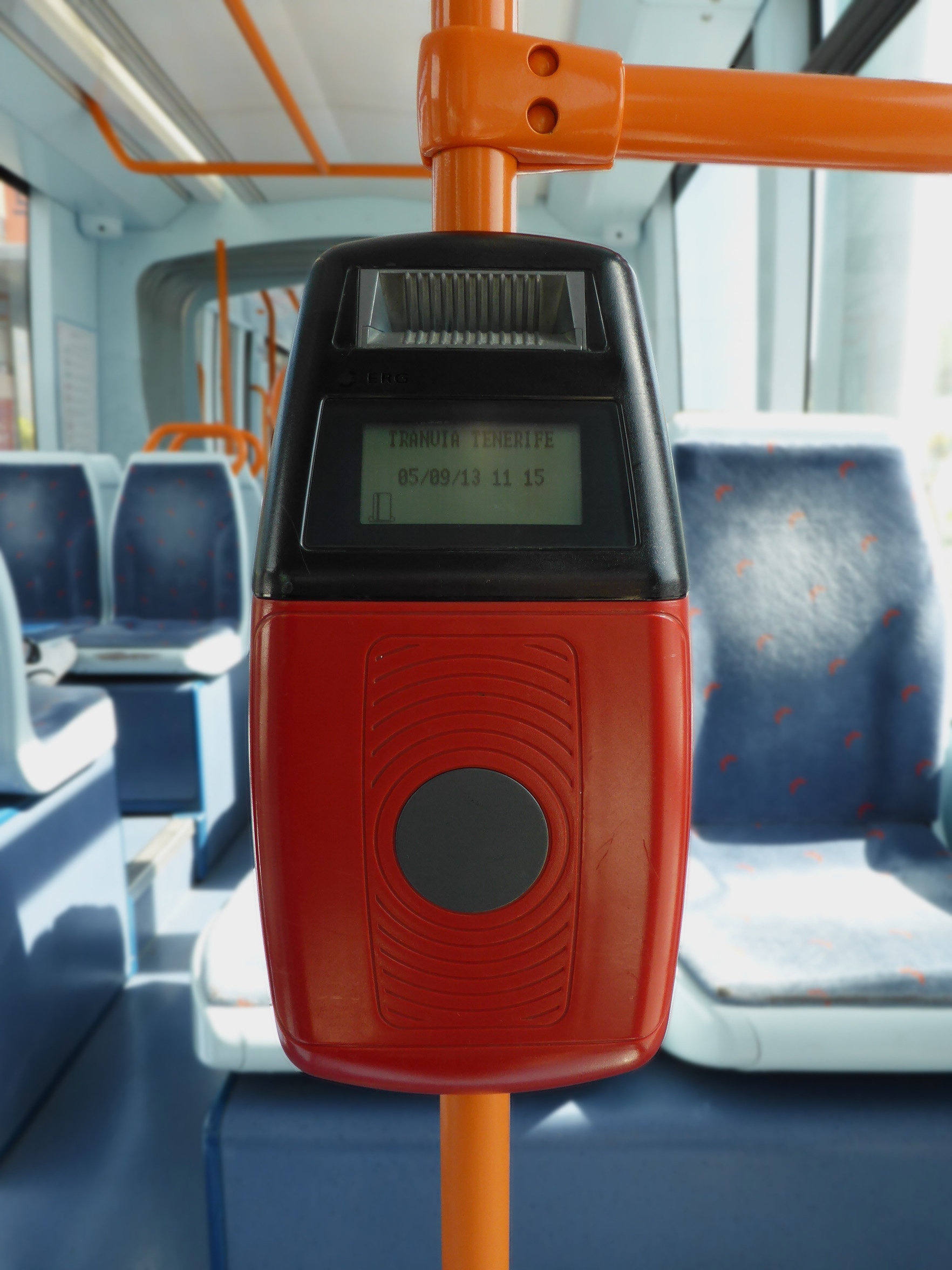
Validadora de billetes al interior de un carro.

Los tranvías estuvieron realizando durante 2006 y 2007 pruebas de funcionamiento, tanto de los vehículos Alstom Citadis con recorridos desde Talleres y Cocheras en Taco hasta la Universidad de La Laguna, y posteriormente, durante los 12'5 km de recorrido, como de los sistemas de seguridad, expendedores de billetes y demás mecanismos del trazado.

## Tarifas
Gracias a un acuerdo entre el Cabildo de Tenerife, TITSA y MTSA, el trayecto tanto en tranvía como en guagua vale exactamente lo mismo, así como el precio de los distintos billetes, bonos y abono.
Precio de billetes a fecha 10 de diciembre de 2018:
| Concepto                                                                     | Tarifa  | Precio/viaje |
| ---------------------------------------------------------------------------- | ------- | ------------ |
| Billete Sencillo (1 viaje)                                                   | 1,35 €  | --           |
| Billete "Ida y vuelta" (2 viajes)                                            | 2,50 €  | --           |
| Bono Monedero 15 €                                                           | 15,00 € | 1,05 €       |
| Bono Monedero 25 €                                                           | 25,00 € | 1,05 €       |
| Bono Estudiante Universitario 15 € "Universidad de La Laguna"                | 15,00 € | 0,80 €       |
| Abono mensual (Viajes ilimitados en el Área metropolitana)-Guagua y tranvía- | 40,00 € | --           |
| Transbordo líneas área metropolitana/Tranvía (más de 1 hora)                 | 0,35 €  | --           |
| Títulos mayores (con rentas bajas) y discapacitados                          | 6,50 €  | 0,10 €       |
| Bono para familia numerosa                                                   | 40,00 € | 0,80 €       |

## Críticas
En su momento, ciudadanos y, en menor medida, políticos de la oposición, denunciaron la falta de debate en la elaboración de este proyecto. Argumentan que se trata de un gasto innecesario al no haberse explotado adecuadamente los servicios de guaguas que existían, no realizarse políticas sobre transporte público y ni siquiera haberse planteado medidas como los carriles exclusivos. También hay quejas con respecto a que el recorrido de la línea 1, entre terminales, iba a ser más largo y más caro que el mismo recorrido en guagua. También se denunciaba un encarecimiento del precio del trayecto de las guaguas y una disminución del servicio de estas. Otra de las quejas tenía relación con el gasto que supone este proyecto. No obstante, la mayor parte de las quejas surgieron en relación con las molestias causadas por las obras. El coste ha sido de unos 306 millones de euros.